# Крикунов, Алексей Григорьевич
Алексей Григорьевич Крикунов (31 марта 1928 Сторожевая — 31 августа 1986, Цемесская бухта) — начальник управления КГБ по Одесской области, генерал-майор. Делегат XXVII съезда КПСС.

## Биография
А. Г. Крикунов родился 31 марта 1928 года в  станице Сторожевой Северо-Кавказского края. До 1984 года руководил управлением КГБ по Винницкой области. С 1984 года на той же должности в Одесской области. 
Погиб вместе с женой, дочерью и внуком в ночь с 31 августа на 1 сентября 1986 года во время столкновения в Цемесской бухте пассажирского парохода «Адмирал Нахимов» с балкером «Пётр Васёв».  После столкновения пароход затонул. Вместе с семьёй (Д. К. Крикунова, Т. А. Крикунова, В. А. Антонюк) генерал Крикунов находился на борту затонувшего парохода в каюте № 9. В ряде источников приводятся сведения, что пароход якобы опоздал из-за задержки со стороны опоздавшего на рейс генерала, однако это не подтверждается воспоминаниями очевидца, инженера-судоводителя, полковника СБУ в отставке Бориса Савкова.
Алексей Григорьевич Крикунов похоронен в Киеве на Байковом кладбище.

## Награды
- Знак «Почётный сотрудник госбезопасности»
- Юбилейный знак «50 лет ВЧК-КГБ»
- Юбилейный знак «60 лет ВЧК-КГБ».
- Орден Трудового Красного Знамени.
- Орден Красной Звезды.
- Медаль «В ознаменование 100-летия со дня рождения В. И. Ленина».
- Медаль «20 лет победы в Великой Отечественной войне».
- Медали «40, 50, 60 лет ВС СССР».
- Медали «За безупречную службу» 10, 15, 20 лет.

Возможно была медаль «За отвагу на пожаре» и одна иностранная награда.